# Бисвас, Абдур Рахман
Абдур Рахман Бисвас (бенг. আব্দুর রহমান বিশ্বাস; 1 сентября 1926, Барисал — 3 ноября 2017, Дакка) — государственный и политический деятель Бангладеш.

## Биография
Родился в округе Барисал (ныне — Бангладеш), окончил университет Дакки, где получил степень бакалавра гуманитарных наук и магистра права. Работал председателем местного кооперативного банка. В 1962 и 1965 избрался депутатом Законодательного собрания в Восточном Пакистане. В 1967 году он представлял Пакистан на Генеральной Ассамблее ООН. На парламентских выборах в Бангладеш в 1979 году избран депутатом Национальной ассамблеи, после чего занимал ряд постов в министерствах. На парламентских выборах 1991 вновь был избран депутатом и вскоре после этого был избран спикером парламента. В октябре 1991 избран президентом Бангладеш и находился на этом посту до 1996. В период пребывания на посту президента занимал жёсткую позицию в отношении армии.
Умер 3 ноября 2017 года в Объединённой больнице Дакки от проблем с дыханием в возрасте 91 года. Он был похоронен на кладбище Банани 4 ноября.